# 大理卫矛
大理卫矛（学名：Euonymus amygdalifolius）为卫矛科卫矛属的植物。分布于喜马拉雅、锡金以及中国大陆的西藏、云南等地，生长于海拔2,400米的地区，见于山坡林中，目前尚未由人工引种栽培。